# Trita (distrito)
Trita é um distrito peruano localizado na Província de Luya, departamento Amazonas. Sua capital é a cidade de Trita.

## Transporte
O distrito de Trita não é servido pelo sistema de estradas terrestres do Peru.